# Боровська (Верховазький район)
Боро́вська (рос. Боровская) — присілок у складі Верховазького району Вологодської області, Росія. Входить до складу Верхівського сільського поселення.
Стара назва — Бор.

## Населення
Населення — 9 осіб (2010; 18 у 2002).
Національний склад (станом на 2002 рік):
- росіяни — 100 %